# سالار أباد تشنار (تشنار)
سالار أباد تشنار (بالفارسية: سالارآباد چنار) هي قرية تقع في إيران في قسم تشنار الريفي. يقدر عدد سكانها بـ 48 نسمة .